# Pandivere
Pandivere är en ort i Estland. Den ligger i Väike-Maarja kommun och landskapet Lääne-Virumaa, i den centrala delen av landet, 90 km öster om huvudstaden Tallinn. Pandivere ligger 132 meter över havet och antalet invånare är 113.
Terrängen runt Pandivere är platt. Runt Pandivere är det glesbefolkat, med 15 invånare per kvadratkilometer. Närmaste större samhälle är Väike-Maarja, 4,5 km sydväst om Pandivere. Omgivningarna runt Pandivere är en mosaik av jordbruksmark och naturlig växtlighet.